# Louise de La Vallière

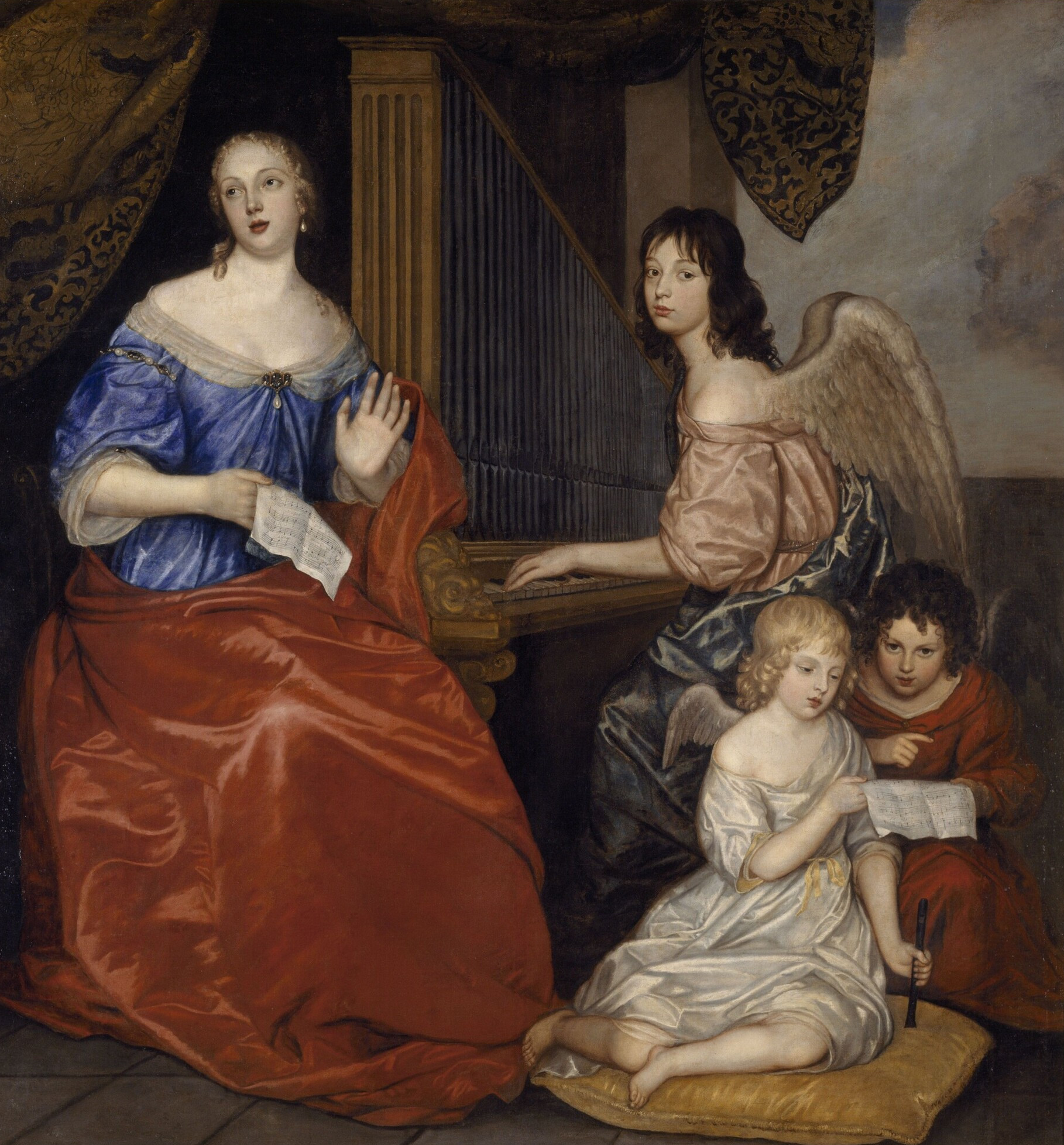
Louise de la Vallière med sina barn

Louise Françoise de La Baume Le Blanc, född 6 augusti 1644 i Tours, död 7 juni 1710, var den franske kungen Ludvig XIV:s mätress mellan 1661 och 1667. Hon blev 1667 hertiginna av La Vallière och Vaujours.
Louise de la Vallière beskrivs som osjälvisk och undergiven och uppriktigt förälskad i kungen som person snarare än hans mätress för vinnings skull. Hon var en ogift hovfröken då hon 1661 blev ömsesidigt förälskad i kungen då hon agerade täckmantel för hans uppvaktning av sin svägerska Henrietta. Deras förhållande hölls hemligt fram till att hon 1663 födde deras första barn. 
1664 presenterades hon öppet vid hovet som erkänd mätress, och blev känd som beskyddare av kultur och en skicklig ryttare. Hon fick fyra barn med kungen. 1667 ersattes hon som kungens älskarinna av Madame de Montespan, men eftersom denna var gift tvingades hon stanna kvar och fortsätta spela rollen som mätress för att dölja kungens nya förhållande. År 1674 valde hon att gå i kloster, och ägnade sig resten av sitt liv åt en extrem botgöring. 

## Tidigt liv
Louise de la Vallière var dotter till officeren Laurent de La Baume Le Blanc, som kallade sig La Vallière efter en egendom vid Amboise, och Françoise Le Provost. Efter faderns död 1651 gifte modern om sig 1655 med Jacques de Courtarvel, markis de Saint-Rémy, som tillhörde hovet genom sin anställning hos Gaston av Orléans i Blois. 
Louise uppfostrades med döttrarna till prins Gaston av Orléans och blev genom en släktings kontakter år 1661 utsedd till hovfröken åt kungens nygifta svägerska Henrietta av England. Louise beskrivs som en skönhet, blond, blåögd och välväxt, men haltade något. Som person beskrivs hon som oskyldig, blygsam, undergiven och naiv, med en tendens att lätt grips av oro och få dåligt samvete.  

## Mätress

### Hemlig älskarinna
Kung Ludvig XIV:s flirt med sin svägerska Henrietta väckte skandal och gjorde att hans hustru och bror bad hans mor att tillrättavisa honom. För att dämpa skvallret beslöt Henrietta och Ludvig att låtsas att han besökte henne för att han var förälskad i en av hennes hovdamer, och La Vallière valdes ut för denna roll. Hon hade då befunnit sig vid hovet i endast två månader. Planen hade oförutsedda konsekvenser, då La Vallière och Ludvig blev förälskade i varandra, och inledde ett förhållande på riktigt. 
Louise de la Vallière beskrivs som uppriktigt förälskad i kungen för hans egen skull, och visade inget intresse för några andra fördelar än att få träffa honom, och förälskelsen var ömsesidig. La Vallière var religiös och uppges ha haft lätt att gripas av samvetsförebråelser över att hon levde i synd genom att medverka i äktenskapsbrott, men att hon ändå accepterade det så länge förhållandet var lyckligt, och hon var intensivt förälskad och lojal mot kungen. 
Skvallret vid hovet gjorde snart förhållandet känt, men det var inget offentligt förhållande utan snarare en öppen hemlighet, och La Vallière var länge ingen officiell mätress utan snarare en hemlig älskarinna. 
Louise de la Vallière uppges vara en indirekt orsak till Nicolas Fouquets fall samma år (1661), då kungen uppfattade Fouquets försök att muta La Vallière, som att Fouquet gjorde ett sexuellt närmande till henne. När Fouquet fick reda på att kungen hade en älskarinna ville han göra henne till en politisk kontakt genom vilken han kunde påverka kungen; han tog kontakt med La Vallière, gav henne komplimanger, bad om ett möta och erbjöd henne mutor, men hon vägrade och talade om allt för kungen, som uppfattade det hela som ett närmande och blev svartsjuk. 
År 1662 inträffade en konflikt mellan La Vallière och Ludvig. Under fastan 1662 höll Jacques-Bénigne Bossuet en berömd predikan vid hovet där han fördömde äktenskapsbrott. La Vallière, som beskrivs som en känslig person med en tendens att få dåligt samvete, uppges ha tagit predikan som en förebråelse mot sitt förhållande. 
I februari Ludvig förhörde La Vallière och de rykten som gick att greve de Guiche var Henriettas älskare, men hon vägrade att svara. Bekymrad över predikan över synden av äktenskapsbrott i kombination med konflikten med Ludvig, lämnade hon sedan hovet för klostret Sainte-Pélerine i Chaillot. När Ludvig fick redan på hennes flykt begav han sig till klostret och övertalade henne att återvända. 
När kungen strax därefter avstod från att ta emot nattvarden, uppfattade alla det som en bekräftelse på att skvallret om hans hemliga förhållande med La Vallière var sant, då han i egenskap av katolik inte kunde ta nattvarden om han levde i synd, och genom att neka den hade erkänt sin egen skuld. 
I mars 1662 utspelade sig en intrig iscensatt av Henriettas älskare greve de Guiche, kungens före detta kärlek Olympe Mancini och markis de Vardes för att ersätta Louise de la Vallière med Anne-Lucie de La Mothe-Houdancourt, och de skrev ett anonymt brev på spanska till drottningen för att underminera la Vallière genom att avslöja kungens otrohet för drottningen.
Brevet överlämnades dock av drottningens kammarjungfru Maria Molina till kungen, som lät förvisa Guiche från hovet. 

### Erkänd mätress
Sedan kungen i juli 1663 hade givet La Vallières bror en oberättigad befordran och andra fördelar, avslöjade Henrietta och Olympe Mancini kungens otrohet för drottningen, något som gjorde denna förtvivlad och kungen ursinnig. Sommaren samma år blev la Vallière gravid, och när graviditeten inte längre kunde döljas gömde hon sig i ett hus i Paris, Palais Brion, som kungen hade köpt åt henne, och där hon i december i hemlighet födde sitt barn. Barnet överlämnades genom Jean-Baptiste Colbert till en fosterfamilj och La Vallière närvarade sedan vid en gudstjänst för att försöka tysta de allt starkare misstankarna, men hånet blev så starkt att hon tvingades lämna kyrkan då hon utsattes för offentliga kommentarer. 
Födelsen av barnet gjorde att förhållandet mellan kungen och La Vallière inte längre kunde döljas. Drottningen bemötte henne öppet med fientlighet vid hovet och de andra hovdamerna som inte ville stöta sig med drottningen tog avstånd från La Vallière. 
Hon avskedades från sin anställning som hovdam och bodde i det hus i Paris som kungen hade köpt åt henne, med Claude-Marie du Guast d’Artigny som sällskapsdam. 
I maj 1664 höll kungen en hovfest kallad Les Plaisirs de l’île enchantée inofficiellt tillägnad La Vallière, som närvarade trots att hon inte längre hade någon anställning vid hovet. Denna fest har kallats för den tidpunkt när Louise de la Vallière offentligt erkändes som Ludvig XIV:s mätress. Det väckte skandal och kungens mor förebrådde honom kraftigt för den fara hans synd orsakade hans själ, men han förklarade att han inte kunde avstå från den; till drottningen sade han att han skulle bli en exemplarisk äkta man när han fyllde trettio, inte innan. 
Efter denna fest visade sig Louise de la Vallière öppet vid hovet vid kungens sida som hans erkända mätress, och gjorde honom sällskap vid jakter, ridturer, fester och andra sällskapliga tillfällen. Ludvig XIV eskorterade demonstrativt Louise till änkedrottningens mottagningsrum på kungliga slottet där hon fick spela kort med hans bror och svägerska; även om varken änkedrottningen eller drottningen var närvarande, var detta en stark signal om att kungen önskade att hovets medlemmar i fortsättningen skulle acceptera henne och upphöra med sin sociala bojkott. 
Hans mor och hustru såg sig tvungna att acceptera förhållandet. Inom societeten väckte förhållandet först stor skandal, men snart började supplikanter söka sig till henne i egenskap av värdefull kontaktperson till kungen, och bland allmänheten sjöngs sånger och förhållandet och sympati för kungen, då la Vallière ansågs vackrare än drottningen. 
Louise fick mellan sex och sju barn med kungen, av vilka två uppnådde vuxen ålder. När hon födde ett andra barn i januari 1665 bad drottningen kungen att arrangera ett äktenskap för henne. Detta var ett etablerat sätt för kungar på denna tid att säkra sina älskarinnors framtid och bättre dölja ett äktenskapsbrott, då eventuella barn i fortsättningen officiellt kunde gälla för barn till älskarinnas make. Kungen gick med på saken, men Louise själv vägrade gifta sig med någon annan, eftersom hon var uppriktigt förälskad i kungen och inte ville begå en svårare synd av dubbelt äktenskapsbrott. Detta uppfattades som dumt men rörande, och Roger de Rabutin, greve de Bussy, publicerade Les Amours du Palais-Royal som beskrev henne som en känslig, snäll och osjälvisk person som älskade kungen för hans egen skull. 
Louise de la Vallière beskrivs under dessa år som lycklig, medan hennes relation till kungen var stark och accepterad vid hovet; hon och Ludvig delade intresse för jakt, och vittnen beskriver henne som en skicklig ryttare, som var så säker i sadeln att hon var bekväm att stå upp på en häst medan den rörde sig, enligt uppgift efter att ha tränats av en morisk ryttare. Hon visade intresse för litteratur och filosofi, diskuterade Aristoteles och Descartes verk och tillhörde en krets intellektuella med Isaac de Benserade och Antonin Nompar de Caumont.
Hon utvecklade även sina intressen för konst och tog lektioner i målning och skulptur på Académie royale de peinture et de sculpture. 
Efter sin mors död 1666 ansåg sig kungen inte längre ha någon som stod över honom och började ha tillfälliga sexuella kontakter, något som blev allt lättare när olika fraktioner vid hovet förde fram kandidater för att ersätta la Vallière som mätress. Han hade förbindelser med bland andra Catherine-Charlotte de Gramont och Anne de Rohan-Chabot utan att avsluta sitt förhållande med Louise. 27 januari 1666, sju dagar efter födseln av hennes tredje barn med kungen, lät drottningen, som ville markera sin underkastelse, Louise att så bredvid henne i kyrkan.

### Täckmantel
År 1667 undanträngdes Louise de la Vallière i realiteten av Madame de Montespan. Madame de Montespan gjorde sig bekant med både drottningen och Louise de la Vallière för att kunna tillbringa så mycket tid som möjligt i kungens sällskap. 
Vid denna tid var både drottningen och Louise de la Vallière gravida, och kände sig inte i form att underhålla kungen, som lätt blev uttråkad och behövde stimulans, och de valde gärna att ta emot kungens regelbundna besök i Madame de Montespan, när de upptäckte hur hur underhållande hon kunde vara. 
I slutet av 1666 började det sägas att Louise de la Vallière inte kunde underhålla kungen utan Madame de Montespan, som beskrivs som kvick, djärv och underhållande, och att kungen började föredra Montespan framför la Vallière. 
Det är oklart exakt när förhållandet mellan Ludvig XIV och Louise de la Vallière avslutades och hans förhållande med Madame de Montespan började. Samtida observatörer noterade att supplikanter och medlemmar vid hovet gradvis övergav Louise de la Vallière, vilket var ett tecken på att hennes relation till kungen och därmed hennes värde som kontaktperson minskade, och istället började uppmärksamma Madame de Montespan. Någon gång mellan november 1666 och juli 1667 lyckades Madame de Montespan förföra kungen medan hennes make var frånvarande på militärtjänstgöring, och de inledde därefter ett hemligt förhållande.
Den 13 maj 1667 blev kungens dotter med Louise de la Vallière offentligt legitimerad med titeln Mademoiselle de Blois, och hennes mor Louise de la Vallière tilldelades rangen hertiginnan de Vaujours. I samband med detta förklarade kungen att han inte längre skulle återgå till synden äktenskapsbrott, och av många uppfattades detta som Vallières egentliga avsked och pensionering som mätress. 
I maj 1667 lämnade kungen hovet på Slottet i Fontainebleau och begav sig av för att delta i kriget i de Spanska Nederländerna. Drottningen och hennes hovdamer, inklusive Madame de Montespan, begav sig en tid efter för att ta farväl av kungen i Compiègne. 
La Vallière fick inte tillstånd att följa med, men hon följde efter på eget initiativ, och hann upp drottningens läger i La Fare i juni. Hennes ankomst orsakade ett uppträde med drottningen, som klagade offentligt. När kungen mötte följet gensköts han av La Vallière som kastade sig för hans fötter, något han reagerade illa på. 
Varken drottningen eller La Vallière tycks ha varit medvetna om att kungen hade ett förhållande med Madame de Montespan. Tvärtom uttryckte Madame de Montespan öppet sin sympati med drottningen över La Vallières uppträdande. 
Under vistelsen i Compiègne mottog drottningen ett anonymt brev som informerade henne om att kungen hade inlett ett förhållande med Madame de Montespan. Drottningen avslöjade brevets innehåll för sina hovdamer och förklarade öppet att hon inte trodde på det. 
Montespans make trodde däremot på brevet, och hans reaktion förorsakade en skandal som förstörde alla möjligheter att hålla förhållandet hemligt. Han klagade offentligt på kungens förhållande med hans fru, läxade upp kungen med religiösa argument mot äktenskapsbrott, och förklarade att han skulle hämnas på kungen genom att se till att han fick en könssjukdom som han skulle smitta kungen med genom sin fru. 
När han sedan hotade Julie d’Angennes, som han anklagade för att ha underlättat otroheten, lät kungen arrestera honom. Han frigavs snart på villkor att han höll sig borta från hovet och bosatte sig på sitt eget slott, där han dödförklarade sin fru och förbjöd deras barn från att träffa henne.
Kungens förhållande med Madame de Montespan orsakade en betydligt större skandal än hans förhållande till Louise de la Vallière. Eftersom Madame de Montespan var gift innebar deras förhållande ett dubbelt äktenskapsbrott, och kyrkan räknade det också som en betydligt värre synd; enligt kyrkan var ett förhållande mellan en gift och en ogift person en synd, men ett förhållande mellan två gifta personer en dödssynd. Enligt lag hade hennes make rätt att låsa in en otrogen hustru i kloster på livstid, och de barn en gift kvinna föddes räknades automatiskt som hennes makes, vilket innebar att han hade laglig rätt över dem. 
Förhållandet mellan kungen och Montespan kunde det därför inte göras offentligt, för att skydda Madame de Montespan från de åtgärder han enligt lagen hade rätt att vidta mot en otrogen hustru. 
Louise de la Vallière fick stanna kvar vid hovet och fortsätta spela rollen som mätress utåt för att agera täckmantel för kungens förhållande med Madame de Montespan. Louise de la Vallière fick dela bostad med Madame de Montespan så att kungen kunde besöka Madame de Montespan på hennes rum under officiell förespegling att besöka Louise de la Vallière, och följa med dem på deras resor och utflykter som täckmantel.

### Religiös kris
Den nya roll hon tvingades spela uppges ha plågat Louise de la Vallière svårt. Hon kom alltmer att få övertygelsen att hon straffades av Gud för sina synder. År 1670 uppgav hon att hon hade fått en mardröm där hennes själ for till helvetet, och efter detta år övergav hon alla sina tidigare intressen och började ägna sig åt religion och botgöring. Tillsammans med Jacques-Bénigne Bossuet ska hon ha författat botgöringsskriften Réflexions sur la miséricorde de Dieu 1671. När en präst erbjöd sig att ge henne nattvarden, förklarade hon att hon inte förtjänade den, och när kungens svägerska frågade henne varför hon accepterade en sådan förödmjukande tillvaro svarade hon att hon betraktade den som en botgöring för sina synder. En del trodde att hon hycklade och endast försökte manipulera kungen med detta uppträdande. 
Våren 1671 lämnade La Vallière hovet och flydde till klostret i Chaillot och lämnade efter sig ett brev till kungen. Kungen sände först hertig de Lauzun och sedan markis de Bellefonds för att övertala henne att återvända. Hon svarade att hon skulle ha lämnat hovet för länge sedan om hon inte fortfarande hade älskat Ludvig och inte stod ut med att vara från honom, men att hon nu måste tänka på sin själ. När kungen fick höra hennes svar brast han i gråt och sände Colbert att hämta henne tillbaka med våld om nödvändigt. Hon återvände efter bara tolv timmar i klostret, efter att ha ställt villkoret att kungen skulle låta henne gå i kloster om hon insisterade, och mottogs av först Montespan, som uppges ha välkomnat henne med en omfamning, och sedan av kungen, som talade med henne i över en timme medan han grät. 
I mars 1671 reste kungen åter på fälttåg till Flandern. Han ville ha med sig Madame de Montespan, vilket innebar att även Louise de la Vallière måste följa med som officiell täckmantel. Hon följde med sedan hon beordrats av kungen. Louise de la Vallière beskrivs under som ödmjuk och ångerfull; hon tillbringade sin tid med böner och goda gärningar, undvek festligheter och bar en tagelskjorta som botgöring under klänningen. 
Vid hovet togs hennes botgöring och önskan att gå i kloster inte på allvar och hon hånades för sin obeslutsamhet. Drottningen ska dock vid denna tid ha fattat sympati för henne på grund av de förödmjukelser hon genomgick. Louise de la Vallière gjorde flera förfrågningar om vilket kloster och orden hon borde ingå och vilka kraft som ställdes. Hon nekade till att enbart bosätta sig som gäst i ett kloster, då hon ansåg att detta inte var botgöring nog, utan ville helst bli medlem i ett så strängt kloster som möjligt. Madame de Montespan sände Madame de Maintenon för att övertala henne att uppge sina planer på kloster, och försökte få henne att gå med på att endast på tillfälligt i kloster för att se om hon kunde stå ut med dess regler; men Vallière svarade återigen att detta vore inte nog botgöring. 
År 1673 reste kungen till fronten i Flandern i sällskap med drottningen, Madame de Montespan i grossess (barnet föddes Tournai under färden) och Louise de La Vallière. Det var vid detta tillfälle som ett vittne ska ha blivit chockerad vid åsynen av kungen sittande i samma vagn med sin hustru och sina två mätresser och skandaliserad sagt att han sett tre drottningar av Frankrike; även Madame de Maintenon följde med i egenskap av guvernant. 
I december 1673 närvarade hon som gudmor vid dopet av Madame de Montespans tredje barn med kungen; kungens barn med Montespan blev vid samma tid legitimerade för att frånta deras mors make all laglig makt över dem. En tid efteråt lyckades Madame de Montespan slutligen ta ut en laglig separation, en slags skilsmässa, från sin make, vilket gjorde att Vallière inte längre behövde agera täckmantel för att skydda Madame de Montespan från dennas makes laglig rätt att fängsla henne. Därmed var alla hinder för henne att gå i kloster undanröjda.

## Nunna
I januari 1674 närvarade hon när hennes dotter med kungen presenterades vid hovet och deltog vid sin första bal. Hennes vän Bellefonds frågade henne om hon kände tvekan att gå i kloster eftersom hon då måste överge sina barn. Hon svarade då att hon medgav att hon hade känslor för sina barn, men att dessa också präglades av tankar på den synd hon begått för att få dem, och att de orsakade en konflikt inom henne. Hon avsade sig sitt farsarv till sin bror, bad kungen om pensioner till sin mor och styvsyster, och gav bort sina juveler till sina barn. 
Slutligen beviljades hennes bön om att få dra sig tillbaka till karmelitklostret Couvent des Carmélites du faubourg Saint-Jacques. Då Madame de Maintenon frågade henne om hon verkligen hade tänkt igenom sitt beslut svarade hon att hon inte skulle bli sämre behandlad i klostret än vad hon hade blivit vid hovet. 
Den 18 april lämnade Louise de la Vallière hovet och reste till klostret. Hon träffade kungen en sista gång, som uppgett ha gråtit när hon tog farväl av honom. Hon kastade sig sedan för drottningens fötter och bönföll henne om förlåtelse. Louise de Prie bad henne att inte göra det offentligt, men hon förklarade att eftersom hennes synd varit offentlig, måste även hennes botgöring vara det. Drottningen reste upp henne från golvet, omfamnade henne och försäkrade henne om att hon var förlåten. Madame de Montespan bjöd henne sedan på middag, där även hon sade adjö. Hela hovet såg sedan på när Louise de la Vallière reste till klostret med sin familj och vänner. Hon var klädd i hovklänning då hon for, men på hennes egen begäran fick hon klä sig i nunnedräkt och få håret rakat samma dag hon kom till klostret. 
Under namnet Louise de la Miséricorde tillbragte hon sina återstående dagar under stränga botövningar, besatt av tanken på synd och botgöring. Hon bad om att få utföra de sämsta sysslorna, och att ingen syssla skulle anses för låg för att tilldelas henne, och utverkade tillstånd att alltid stiga upp två timmar tidigare än alla andra. När hon en dag mindes de goda dryckerna vid hovet, drack hon under tre års tid endast ett halv glas vatten om dagen som botgöring. Hennes hälsa försämrades av de försakelser hon ålade sig själv, men hon höll tyst om sina sjukdomar och försökte dölja dem för att slippa söka läkarhjälp, eftersom hon betraktade sjukdomarnas smärta som passande botgöring, tills hon inte längre kunde dölja dem, och kallade livet självt för en botgöring. Hon förklarade ett hon gärna ville att man sände henne till det sämsta och mest avlägsna kloster som fanns, men klostret vägrade eftersom nunnorna tyckte om hennes sällskap. 
Hon mottog ofta besök som nunna. Drottningen besökte ofta klostret, och då Madame de Montespans relation med kungen avslutades sökte hon upp Louise och bad henne om råd för hur man finner tröst i religionen. Elisabet Charlotte av Pfalz tog en gång med sig Louise de la Vallières son för att träffa sin mor. Hennes son var då nio år och ville pussa sin mor; klosterreglerna tillät detta eftersom han var hennes son och ett barn, men Vallière vägrade. Både hennes son och Elisabet Charlotte grät när de lämnade henne, men Vallière förklarade att hon aldrig mer ville träffa sina barn, trots att kungen protesterade och menade att de behövde få träffa sin mor. 
När hennes son avled 1683 kommenterade hon endast att man borde ha sörjt mera över hur han kom, till än hur han dog. När hennes bror avled 1676 kommenterade hon att hon själv fortsatte att leva som ett offer. Hennes bror avled svårt skuldsatt; när hans kreditorer klagade för Vallière bad hon kungen hjälpa hennes brorson att betala sin fars skulder, och han biföll hennes begäran med orden att han gärna skulle ha meddelat henne det personligen, om han trodde att han vore värdig att få träffa en så helig karmelit som henne.